# Jyutping
El jyutping (粵拼, AFI: [jyːt̚˨ pʰɪŋ˧], a veces escrito jyutpin, léase "yüt ping") es un sistema de romanización para el cantonés estándar desarrollado por la Asociación Lingüística de Hong Kong (香港語言學學會) en 1993, con el fin de crear un sistema racional unificado, fácil de estudiar y de utilizar que se pudiera utilizar en todos los ámbitos del cantonés.

## Nombre
El nombre de jyutping (que proviene de la romanización del chino  粵拼jyut6ping3, 'sistema de transcripción del cantonés') es una contracción formada por la unión del primer carácter chino de las palabras jyut6 jyu5, 'yue', escrito 粵語 en chino tradicional y 粤语, en chino simplificado, y de 拼音 ping3 jam1, 'alfabeto fonético'. Nótese que la "j" usada en este sistema de romanización es la "j" usada por el AFI, equivalente a la "y" española en "yoyo", "Yucatán", "yacer".

## Iniciales
| b /p/ 巴   | p /pʰ/ 怕   | m /m/ 媽  | f /f/ 花 |          |
| d /t/ 打   | t /tʰ/ 他   | n /n/ 那  |          | l /l/ 啦 |
| g /k/ 家   | k /kʰ/ 卡   | ng /ŋ/ 牙 | h /h/ 蝦 |          |
| gw /kʷ/ 瓜 | kw /kʰʷ/ 誇 |           |          | w /w/ 蛙 |
| z /ts/ 渣  | c /tsʰ/ 叉  |           | s /s/ 沙 | j /j/ 也 |

## Finales
| aa /aː/ 沙 | aai /aːi/ 徙 | aau /aːu/ 梢 | aam /aːm/ 三 | aan /aːn/ 山 | aang /aːŋ/ 坑 | aap /aːp/ 圾 | aat /aːt/ 剎 | aak /aːk/ 客 |
|            | ai /ɐi/ 西   | au /ɐu/ 收   | am /ɐm/ 心   | an /ɐn/ 新   | ang /ɐŋ/ 笙   | ap /ɐp/ 濕   | at /ɐt/ 失   | ak /ɐk/ 塞   |
| e /ɛː/ 些  | ei /ei/ 四   | eu /ɛːu/ 掉  | em /ɛːm/ 舔  |              | eng /ɛːŋ/ 鄭  | ep /ɛːp/ 夾  |              | ek /ɛːk/ 石  |
| i /iː/ 詩  |              | iu /iːu/ 消  | im /iːm/ 閃  | in /iːn/ 先  | ing /ɪŋ/ 星   | ip /iːp/ 攝  | it /iːt/ 洩  | ik /ɪk/ 識   |
| o /ɔː/ 疏  | oi /ɔːi/ 開  | ou /ou/ 蘇   |              | on /ɔːn/ 看  | ong /ɔːŋ/ 桑  |              | ot /ɔːt/ 喝  | ok /ɔːk/ 索  |
| u /uː/ 夫  | ui /uːi/ 灰  |              |              | un /uːn/ 寬  | ung /ʊŋ/ 鬆   |              | ut /uːt/ 闊  | uk /ʊk/ 叔   |
| oe /œː/ 鋸 |              |              |              |              | oeng /œːŋ/ 商 |              |              | oek /œːk/ 削 |
|            | eoi /ɵy/ 需  |              |              | eon /ɵn/ 詢  |               |              | eot /ɵt/ 摔  |              |
| yu /yː/ 書 |              |              |              | yun /yːn/ 孫 |               |              | yut /yːt/ 雪 |              |
|            |              |              | m /m̩/ 唔     |              | ng /ŋ̩/ 吳     |              |              |              |

1. 1 2 3  Referencia a la pronunciación coloquial de esas palabras.

- Las finales -m y -ng pueden ser usadas como nasales silábicas independientes.

## Tonos

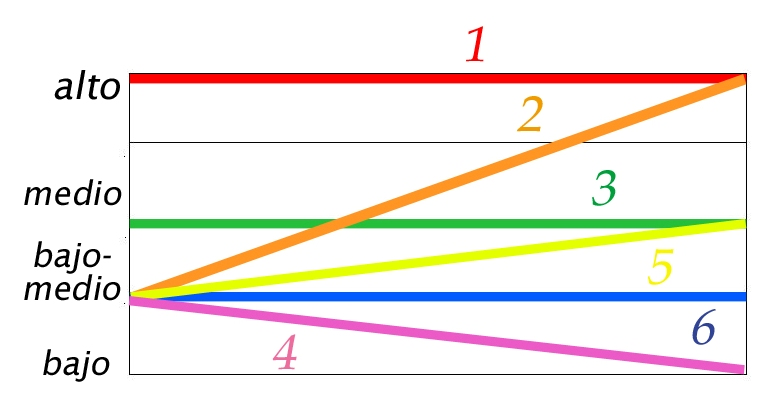
Representación gráfica de los tonos en cantonés.

Hay nueve tonos repartidos en seis contornos tonales en cantonés. Sin embargo, ya que tres de los nueve son tonos entrantes (入声 / 入聲 jap6 sing1), es decir, solo aparecen en sílabas que terminan en -p, -t, o -k. Estos no se diferencian con otros números en jyutping (aunque sí se diferencian en la romanización Yale, los cuales se indican entre paréntesis en la tabla a continuación):

| Nombre del tono           | Jam1 Ping4 (陰平) | Jam1 Soeng5 (陰上) | Jam1 Heoi3 (陰去) | Joeng4 Ping4 (陽平) | Joeng4 Soeng5 (陽上) | Joeng4 Heoi3 (陽去) | Soeng6 Jam1 Jap6 (上陰入) | Haa6 Jam1 Jap6 (下陰入) | Joeng4 Jap6 (陽入) |
| ------------------------- | ----------------- | ------------------ | ----------------- | ------------------- | -------------------- | ------------------- | ------------------------- | ----------------------- | ------------------ |
| Número de tono            | 1                 | 2                  | 3                 | 4                   | 5                    | 6                   | 1 (7)                     | 3 (8)                   | 6 (9)              |
| Nombre de tono en español | nivel alto        | medio ascendente   | nivel medio       | bajo descendente    | bajo ascendente      | nivel bajo          | tono entrante alto        | tono entrante medio     | tono entrante bajo |
| Contorno                  | 55 / 53           | 35 / 25            | 33                | 21 / 11             | 13 / 23              | 22                  | 5                         | 3                       | 2                  |
| Ejemplo (carácter chino)  | 分                | 粉                 | 訓                | 焚                  | 奮                   | 份                  | 忽                        | 發                      | 佛                 |
| Ejemplo (jyutping)        | fan1              | fan2               | fan3              | fan4                | fan5                 | fan6                | fat1                      | faat3                   | fat6               |

## Comparación con la romanización Yale
Tanto la romanización jyutping como la romanización Yale representan lo mismo con las siguientes letras:
- Las iniciales: b, p, m, f, d, t, n, l, g, k, ng, h, s, gw, kw, w.
- Las vocales: aa (excepto cuando se usa en solitario), a, e, i, o, u, yu.
- Las consonantes nasales: m, ng.
- Las codas: i, u, m, n, ng, p, t, k.

Pero se difieren en los siguientes casos:
- Las vocales eo y oe representan /ɵ/ y /œː/ respectivamente en jyutping, mientras que en el sistema Yale se usa eu para representar ambas vocales.
- La inicial j representa /j/ en jyutping mientras y es usada en el sistema Yale.
- La inicial z representa /ts/ en jyutping para lo cual la j es usada en el sistema Yale.
- La inicial c representa /tsʰ/ en jyutping para lo cual la ch es usada en el sistema Yale.
- La romanización jyutping, si no hay consonante que proceda a la vocal /y/ yu, se coloca la j antes de la vocal. En Yale, la y nunca se añade antes de la vocal /y/ yu como consonante, bajo ninguna circunstancia.
- La romanización jyutping define tres finales que no se encuentran en la romanización Yale: eu /ɛːu/, em /ɛːm/, y ep /ɛːp/. Estas tres finales se emplean en palabras coloquiales del cantonés, tales como deu6 (掉), lem² (舐), y gep6 (夾).
- Para representar los tonos, en la romanización jyutping solo se puede usar números, mientras que la romanización Yale originalmente usaba acentos ortográficos junto a la letra h únicamente (ahora, como alternativa, se pueden usar números también, véase la tabla anterior).

## Comparación con elpinyinestándar para el cantonés
El sistema jyutping y el pinyin estándar para el cantonés representan la misma pronunciación en los siguientes casos:
- Las iniciales b, p, m, f, d, t, n, l, g, k, ng, h, s, gw, kw, j, w.
- Las vocales aa, a, e, i, o, u.
- Las consonantes nasales: m, ng.
- Las codas silábicas i (a excepción de la rima /œy/), u, m, n, ng, p, t, k.

Pero existen diversas diferencias:
- oe representa /ɵ/ y /œː/ en el pinyin estándar para el cantonés mientras que este sonido es representado con eo y oe para /ɵ/ y /œː/ respectivamente en jutping.
- La vocal y representa /y/ in en pinyin mientras que en jyutping se usa yu (en el núcleo silábico) e i (en la coda).
- Las iniciales dz y ts representan /ts/ y /tsʰ/ en pinyin mientras que en juytping se usa z y c.
- Para representar los tonos, los números del 1 al 9 son generalmente usados en pinyin, aunque sustituir 1, 3, y 6 por 7, 8, y 9 es aceptable. Sin embargo, solo los números del  1 al 6 se utilizan en jyutping.

## Ejemplos
| Tradicional | Simplificado | Romanización     |
| ----------- | ------------ | ---------------- |
| 廣州話      | 广州话       | gwong2 zau1 waa2 |
| 粵語        | 粤语         | jyut6 jyu5       |
| 你好        | 你好         | nei5 hou2        |

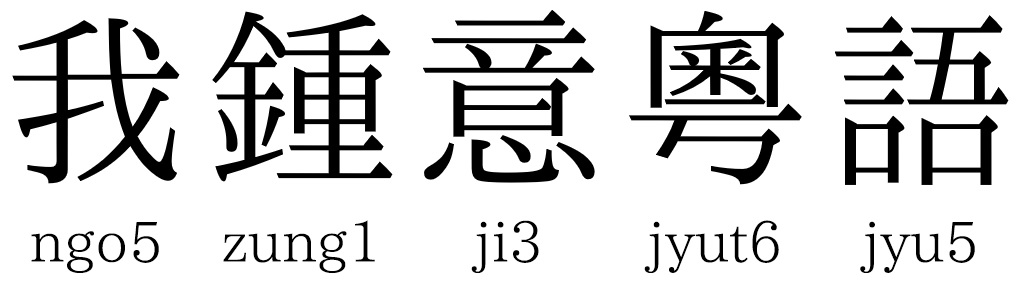
Romanización de la frase "me gusta el cantonés"

Pronunciación de un antiguo poema chino:
| 春曉 孟浩然  | Ceon1 Hiu2 Maang6 Hou6 jin4 |
| 春眠不覺曉， | ceon1 min4 bat1 gok3 hiu2,  |
| 處處聞啼鳥。 | cyu3 cyu3 man4 tai4 niu5.   |
| 夜來風雨聲， | Je6 loi4 fung1 jyu5 sing1,  |
| 花落知多少？ | faa1 lok6 zi1 do1 siu2?     |

## Método de entrada del Jyutping
El método jyutping (en chino tradicional, 粵拼輸入法) se refiere a una familia de métodos de entrada basados en la romanización jyutping. Permite a un usuario el escribir en caracteres chinos utilizando la romanización jyutping de un carácter (con o sin tono, dependiendo del sistema) para encontrar una lista de caracteres con esa pronunciación de los cuales se escoge el que él se busca.

### Lista de métodos de entrada fonéticos para el cantonés
- Sistema IME para sistemas basados en windows Soporta cantonés escrito y escritura fonética
- Lista de métodos de entrada para el cantonés de yahoo.com
- Método de entrada en línea (網上廣東話輸入法)
- MDBG
- CantoInput
- CantonIM para Macintosh Mac OS X
- Red Dragonfly
- LSHK Jyutping for Macintosh Mac OS X y Mac OS 9 (la página también incluye la versión de entrada 0.2 de Yale)
- Smart Jyutping IME
- Método de entrada chino Waisek (緯石廣東話拼音中文輸入法)
- Método de entrada de Microsoft Office (微軟香港粵語輸入法)